# Le noir te va si bien
Ne doit pas être confondu avec Le noir (te) vous va si bien.
Le noir te va si bien est une comédie policière que l'écrivain allemand Peter Hacks a écrite en 1962 avec son épouse Anna Elisabeth Wiede (1928-2009) sous le pseudonyme collectif de Saul O'Hara. Intitulée à l'origine Inspektor Campbells letzter Fall (le dernier cas de l'inspecteur Campbell), elle a été renommée Heiraten ist immer ein Risiko (se marier comporte toujours un risque) l'année suivante.
L'adaptation française de Jean Marsan a été créée en 1972 au théâtre Antoine par Maria Pacôme, Jean Le Poulain et Odette Laure, et diffusée pour la première fois le 26 décembre 1975 sur TF1 dans le cadre d'Au théâtre ce soir et avec une distribution légèrement différente. Une nouvelle adaptation française, sous le titre Le Clan des héritiers, est proposée au public depuis octobre 2011 avec en tête de distribution Grace de Capitani et Pascal Sellem.

## Argument
John et Lucie sont des prédateurs : chacun de son côté s'est marié de nombreuses fois, et tous les richissimes conjoints sont rapidement décédés. L'inspecteur Campbell, de Scotland Yard, las de courir après eux sans pouvoir obtenir la moindre preuve de culpabilité, s'est arrangé pour les réunir dans le manoir appartenant à la sœur de Lucie. En les présentant l'un à l'autre, il espère les faire convoler en justes noces. La police espère ainsi assister au massacre et ramasser ce qui en restera...

## Fiche technique
- Auteur : Jean Marsan d'après Saul O'Hara
- Réalisation : Pierre Sabbagh
- Mise en scène : Jean Le Poulain
- Décors : Roger Harth
- Costumes : Donald Cardwell
- Chef de production : Jacques Martin
- Ingénieur du son : Jacques Carbonnel
- Cadreurs : André Bailleux, Mathias Ledoux, Pierre Silve, Rodrigue Vallet
- Chef d'atelier : Paule Revelle
- Directeur de la scène : Bernard Durand
- Directeur de la photographie : Lucien Billard
- Script : Yvette Boussard
- Script assistant : Guy Mauplot
- Date et lieu d'enregistrement : 31 mai 1975 au théâtre Édouard VII
- Durée : 136 minutes

## Distribution
Diffusion pour l'émission Au théâtre ce soir en 1975
- Jean Le Poulain : John Mac Lesby/Jules Trombonne
- Maria Pacôme : Lady Lucy Guilvaillant[2]
- Lucie Dolène : Dorothy Baker
- Jean-Simon Prévost : Arthur Gordon de Baskerville
- Francis Joffo : le lieutenant Campbell
- Annick Le Goff : Polly Baker
- Claude Lefèvre : Robert
- Annick Roux : Jennifer
- Donald Cardwell[3] : le Diable